# Some People’s Lives
Some People’s Lives — седьмой студийный альбом американской певицы и актрисы Бетт Мидлер, выпущенный в 1990 году под лейблом Atlantic Records. На сегодняшний день это самый успешный альбом исполнительницы за всю музыкальную карьеру, он смог достичь шестой строчки Billboard 200, а также имеет две платиновые сертификации от Американской ассоциации звукозаписывающих компаний за два миллиона проданных по стране копий, в мире продажи составляют более семи миллионов.
На данном альбоме содержится один из самых больших хитов певицы — песня «From a Distance», которая была удостоена премии «Грэмми» как песня года в 1991 году.

## История создания
После череды успешных фильмов со своим участием («Без гроша в Беверли-Хиллз», «Безжалостные люди», «Неприличное везение» и «Большой бизнес») Бетт Мидлер решает записать новый альбом, последний студийный альбом она записала в 1983 году. После удачи предыдущей работы, сборника песен для фильма «На пляже», она решает записывать песни подобного рода, сделав акцент на балладах, предыдущие работы отличались более роковым звучанием. Для работы над альбомом она приглашает продюсера Ариф Мардин, который ранее уже работал с ней.

## Отзывы критиков
Аланна Нэш из Stereo Review написала в рецензии: «В период своего расцвета Бетт Мидлер была откровением. Забавная и совершенно непредсказуемая, она была чем-то вроде кислотной Кармен Миранды, готовой шокировать так же, как и успокаивать сердце. Однако где-то по ходу дела она превратилась в Барбру Стрейзанд, смягчив банную хрипотцу и отдав предпочтение мелодраматичному вокальному стилю, который был не совсем интересен. В Some People’s Lives, ее первом альбоме несаундтреке почти за восемь лет, Мидлер возвращается к той золотой середине, которая ей больше всего подходит, — музыкальной арене, на которой она может быть свободна, быть эмоциональной и непринужденной, не переходя черту чрезмерной сентиментальности».

## Список композиций
| №   | Название                                        | Длительность |
| --- | ----------------------------------------------- | ------------ |
| 1.  | «One More Round»                                | 1:59         |
| 2.  | «Some People’s Lives»                           | 3:26         |
| 3.  | «Miss Otis Regrets»                             | 2:49         |
| 4.  | «Spring Can Really Hang You Up the Most»        | 5:30         |
| 5.  | «Night and Day»                                 | 5:29         |
| 6.  | «The Girl Is On to You»                         | 4:06         |
| 7.  | «From a Distance»                               | 4:37         |
| 8.  | «Moonlight Dancing»                             | 4:37         |
| 9.  | «He Was Too Good to Me»/«Since You Stayed Here» | 4:09         |
| 10. | «All of a Sudden»                               | 4:32         |
| 11. | «The Gift of Love»                              | 4:03         |

## Позиции в хит-парадах
| Хит-парад (1990)                 | Высшая позиция |
| -------------------------------- | -------------- |
| Австралия (ARIA)                 | 5              |
| Австрия (Ö3 Austria)             | 27             |
| Великобритания (UK Albums Chart) | 5              |
| Германия (Offizielle Top 100)    | 15             |
| Канада (RPM Top Albums/CDs)      | 7              |
| Новая Зеландия (RMNZ)            | 10             |
| США (Billboard 200)              | 6              |
| Япония (Oricon)                  | 66             |

| Хит-парад (1991)                   | Позиция |
| ---------------------------------- | ------- |
| Австралия (ARIA)                   | 36      |
| Канада (RPM Top Albums/CDs)        | 36      |
| Новая Зеландия (Recorded Music NZ) | 50      |

## Продажи и сертификации
| Регион                                                      | Сертификация  | Продажи    |
| ----------------------------------------------------------- | ------------- | ---------- |
| Австралия (ARIA)                                            | 2× Платиновый | 140 000^   |
| Великобритания (BPI)                                        | Золотой       | 100 000^   |
| Канада (Music Canada)                                       | 2× Платиновый | 200 000^   |
| Новая Зеландия (RMNZ)                                       | Золотой       | 7500^      |
| США (RIAA)                                                  | 3× Платиновый | 3 000 000^ |
| ^ Данные о тиражах приведены только на основе сертификации. |               |            |